# Victor Henri Juglar
Victor Henri Juglar (né le 25 juillet 1826 à Châlons-en-Champagne et mort le 8 avril 1885 à Paris) est un peintre français.

## Œuvres

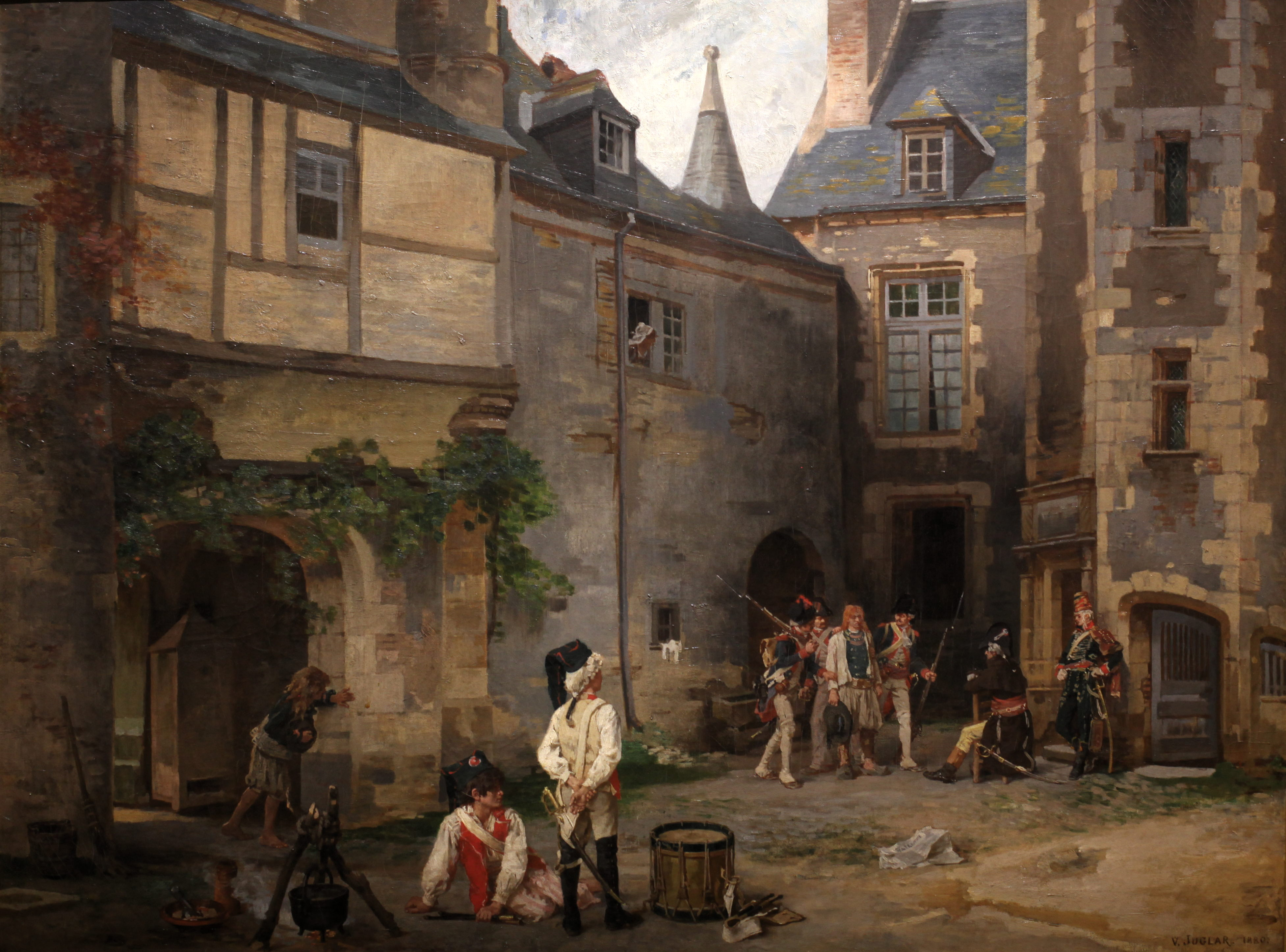
L'espion, 1880, Musée des beaux-arts et d'archéologie de Châlons-en-Champagne
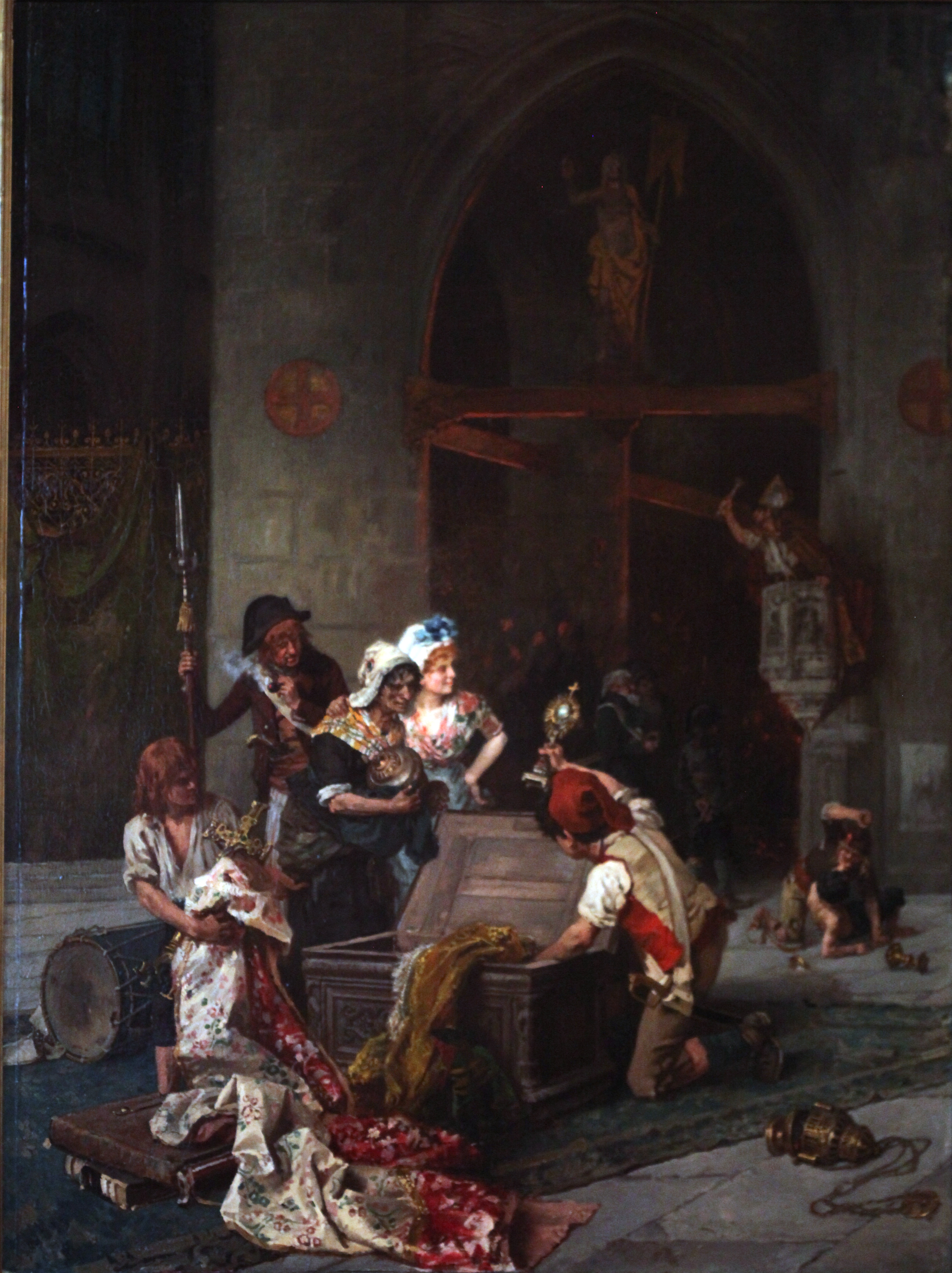
Pillage d'une église pendant la Révolution de 1793, vers 1885, musée de la Révolution française